# Abdulaziz Al-Janoubi
Abdulaziz Al-Janoubi (en arabe : عبدالعزيز الجنوبي), né le 20 ou 21 juillet 1974, est un footballeur saoudien jouant comme défenseur.

## Carrière
Al-Janoubi évolue essentiellement à Al-Nassr, avec lequel il dispute notamment le Championnat du monde des clubs de la FIFA en 2000. 
Sélectionné en équipe d'Arabie saoudite de 1997 à 2004 (19 sélections, 2 buts), il participe notamment à la Coupe du monde 1998, compétition lors de laquelle il ne joue pas une seule minute de jeu.